# Geitoneura mjoebergi
Geitoneura mjoebergi är en fjärilsart som beskrevs av Aurivillius 1920. Geitoneura mjoebergi ingår i släktet Geitoneura och familjen praktfjärilar. Inga underarter finns listade i Catalogue of Life.